# Katarzyna Zakolska
Katarzyna Zakolska (ur. 7 października 1983) – polska judoczka.
Była zawodniczka klubów: KS Gwardia Bielsko-Biała (1997-2002), KS AZS-AWF Wrocław (2002-2007). Trzykrotna brązowa medalistka mistrzostw Polski seniorek w kategorii do 78 kg (2003, 2006, 2007). Ponadto m.in. młodzieżowa mistrzyni Polski 2004.